# Papa Giovanni XVII
Giovanni XVII, nato Giovanni Sicco (Rapagnano, 955 – Roma, 6 novembre/7 dicembre 1003), è stato il 140º papa della Chiesa cattolica dal 13 giugno 1003 alla morte.
Come per gli altri pontefici che si susseguirono sul trono di Pietro dopo la morte di Silvestro II, si hanno scarsissime notizie, per cui molte fonti devono essere non considerate attendibili.

## Biografia

### Origini e carriera ecclesiastica
Originario di Rapagnano, presso Fermo (o ancora romano della regione della Biberatica oppure originario di Mantova e migrato a Roma in gioventù, come sostenuto da alcuni storici), il futuro pontefice si chiamava Giovanni, era soprannominato Cicco, ed era figlio, secondo un catalogo dell'XI secolo, di un tal Giovanni. Probabilmente di nobile stirpe (ma per altri di umili e oscure origini), la figura di Giovanni XVII, per quanto sbiadita, fu rievocata tra membri della famiglia Secco, che furono membri del clero: un vescovo, un diacono e un secundicerius (alto dignitario della cancelleria lateranense). Essi sono commemorati in un epitaffio del 1040 che rivela quanto fossero orgogliosi della loro parentela con Giovanni XVII.
Per quanto riguarda la sua carriera ecclesiastica, nel XVIII secolo Vincenzo Cardella scrisse che Sicco fu fatto cardinale da Gregorio V (996-999), ma la notizia non è appurata da nessun'altra fonte coeva.

### Pontificato
Fu eletto pontefice il 16 maggio del 1003, quattro giorni dopo la scomparsa del predecessore, per volontà della nobile e potente famiglia dei Crescenzi, all'epoca guidata da Giovanni Crescenzi III († 1012), e fu consacrato un mese dopo.
L'unico documento ufficiale di Giovanni XVII rimastoci è un'autorizzazione concessa al missionario polacco Benedetto, discepolo di Brunone di Querfurt, e ai suoi compagni, a impegnarsi nell'opera di evangelizzazione degli Slavi, ma anche in questo caso l'attribuzione è dubbia secondo Sennis, in quanto l'attribuzione a Giovanni XVII è frutto di una congettura temporale.
Giovanni XVII resse la Chiesa per soli 5 o 6 mesi, quando spirò il 6 novembre o il 7 dicembre. Fu sepolto probabilmente nella basilica di San Giovanni in Laterano.